# 1568 en arts plastiques
| Années des arts plastiques : 1565 - 1566 - 1567 - 1568 - 1569 - 1570 - 1571    |
| Décennies des arts plastiques : 1530 - 1540 - 1550 - 1560 - 1570 - 1580 - 1590 |

Cette page concerne l'année 1568 en arts plastiques.

## Œuvres

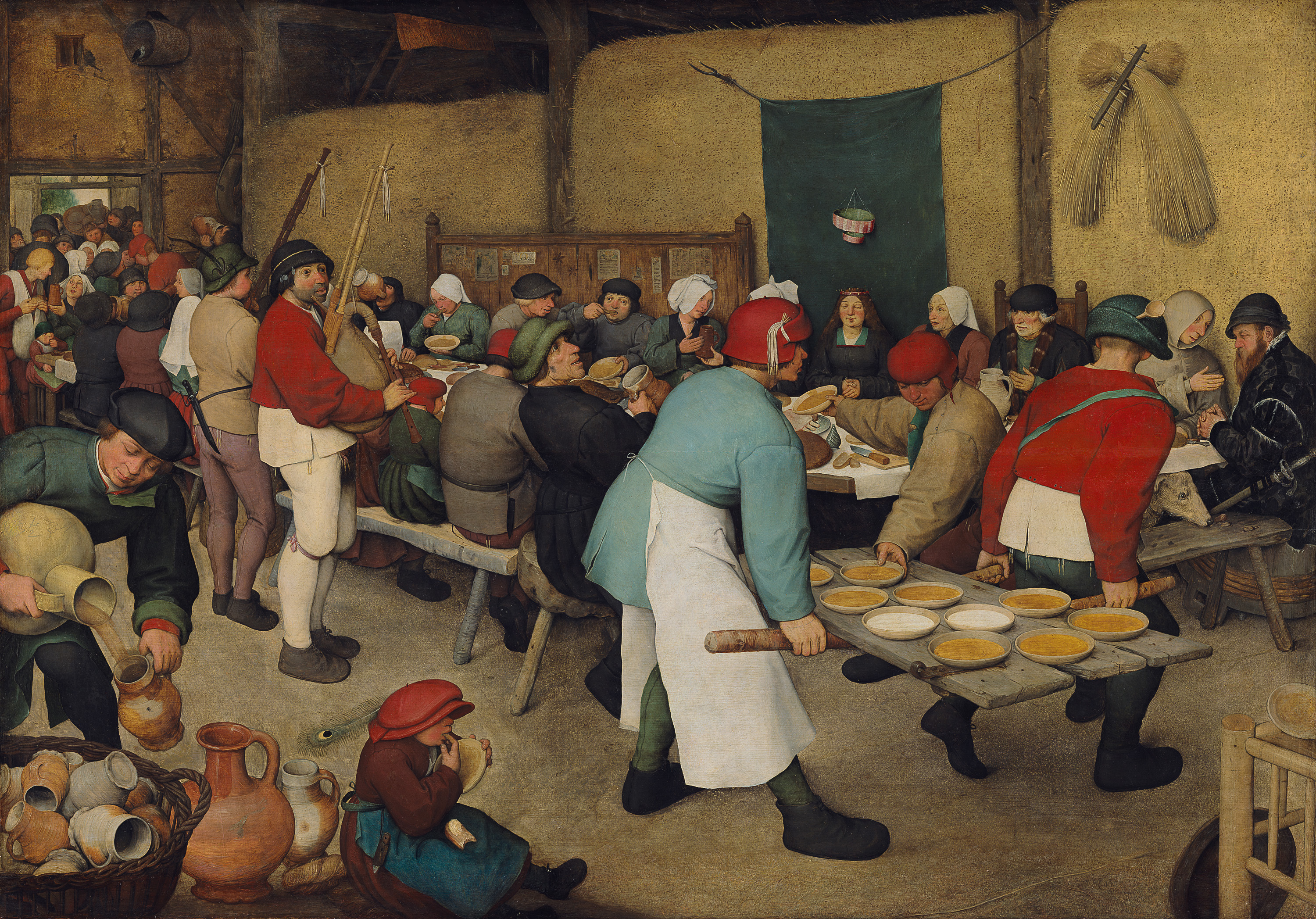
Le Repas de noce de Pieter Brueghel l'Ancien.

- La Danse des paysans de Pieter Brueghel l'Ancien.
- La Pie sur le Gibet de Pieter Brueghel l'Ancien.
- Le Paysan et le voleur de nid de  Pieter Brueghel l'Ancien.
- Le Repas de noce de Pieter Brueghel l'Ancien.
- Le Misanthrope de Pieter Brueghel l'Ancien.
- Les Mendiants de Pieter Brueghel l'Ancien.
- Tête de paysanne de Pieter Bruegel l'Ancien

## Naissances
- 20 janvier : Ventura Salimbeni, peintre et graveur maniériste italien († 23 novembre 1613),
- ? février : Cavalier d'Arpin, peintre maniériste italien († 3 juillet 1640),
- 9 mai : Guglielmo Caccia, peintre maniériste italien spécialisé dans la peinture de retables († 13 novembre 1625),
- ? :
  - Giovanni Battista Calandra, artiste-mosaïste italien, surtout actif au Vatican († vers 1644),
  - Jan Brueghel l'Ancien, peintre baroque flamand († 13 janvier 1625),
  - Francesco Comandè, peintre italien († ?),
  - Sebastiano Folli, peintre italien († 1621),
  - Hasegawa Kyūzo, peintre japonais († 13 juillet 1593),
  - Cornelis de Jode, cartographe et graveur flamand († 17 octobre 1600),
  - Colette van den Keere, graveuse néerlandaise († 31 décembre 1629),
  - Juan Martínez Montañés, sculpteur baroque espagnol († 18 juin 1649),
  - Pietro Antonio Novelli I, mosaïste et peintre italien († 6 mai 1625),
  - Barthélemy Tremblay, sculpteur français († 13 août 1629),
  - Adam van Vianen, graveur et médailleur néerlandais († 25 août 1627).

## Décès
- ? :
  - Simon de Châlons, peintre français (° 1506),
  - Guillaume Key, peintre flamand (° vers 1520),
  - Pompeo Morganti, peintre italien (° vers 1494),
  - Lattanzio Pagani, peintre italien (° vers 1490),
  - Luis de Vargas, peintre espagnol (° 1502),
  - Wang Guxiang, peintre chinois (° 1501).